# Melanie Schöffmann
Melanie Schöffmann (1975) è un'ex sciatrice alpina austriaca.

## Biografia
Sciatrice polivalente, la Schöffmann debuttò in campo internazionale in occasione dei Mondiali juniores di Montecampione/Colere 1993; prese per l'ultima volta il via in Coppa Europa il 18 febbraio 1997 ad Astún/Candanchú in slalom speciale, senza completare la prova, e si ritirò al termine di quella stessa stagione 1996-1997: la sua ultima gara fu uno slalom gigante FIS disputato il 15 marzo a Matrei in Osttirol. Non debuttò in Coppa del Mondo né prese parte a rassegne olimpiche o iridate.

## Palmarès

### Campionati austriaci
- 2 medaglie[1]:
  - 1 argento (discesa libera nel 1994)
  - 1 bronzo (combinata nel 1993)